# Amadeus (animateur)
Pour les articles homonymes, voir Amadeus.
Amedeo Umberto Sebastiani, plus connu comme Amadeus, né à Ravenne le 4 septembre 1962, est un animateur de télévision, de radio, comédien et ancien disc-jockey italien.
Parmi les programmes les plus connus présentés sur les réseaux RAI et Mediaset figurent Festivalbar, Quiz Show, L'Eredità, Mezzogiorno in famiglia, Reazione a catena, Stasera tutto è possibile et L'anno che verrà.
Il a présenté le Festival de Sanremo de 2020 à 2024.

## Biographie
Amedeo Sebastiani est né à Ravenne le 4 septembre 1962 et a grandi à Vérone. Fils de deux immigrants siciliens, il a commencé sa carrière en 1979 en tant que disc-jockey pour une petite radio de Vérone.
En 1982, Amedeo Sebastiani adopte le nom de scène «  Amadeus » et commence à travailler pour Radio DeeJay. Il fait ses débuts à la télévision en 1982 sur Rai1 avec La formula vincente et en 1988 sur Italia 1,.
Au cours de sa carrière, Amadeus a organisé plusieurs programmes à la fois pour la RAI et Mediaset, dont Domenica in, cinq éditions de Festivalbar, quatre saisons de L'Eredità et plusieurs spectacles de quiz en début de soirée,,.
En 2015, il a animé la neuvième édition de Reazione a catena et en mai 2016, sur Rai 1 , le nouveau «  game-show » Colors.
En tant qu'acteur, il a tourné son propre rôle dans des séries à la télévision et dans quelques films.

## Filmographie partielle
- 1998 : Laura non c'è, d'Antonio Bonifacio (it)
- 2003 : Il pranzo della domenica, de Carlo Vanzina
- 2009 : Fiore e Tinelli, série TV

## Prix et récompenses
- 1988 - Telegatto miglior trasmissione musicale pour DeeJay Television
- 1989 - Personaggio rivelazione dell'anno
- 1990 - Telegatto speciale pour DeeJay Television
- 1990 - Prix Regia Televisiva catégorie émission pour Deejay Beach
- 1995 - Miglior personaggio maschile dell'anno
- 1998 - Prix Regia Televisiva catégorie Top 10 pour Campioni di ballo
- 2001 - Prix Regia Televisiva catégorie Top 10 pour Quiz Show
- 2003 - Prix Regia Televisiva catégorie Top 10 pour L'eredità
- 2006 - Prix Regia Televisiva catégorie Top 10 pour L'eredità
- 2006 - Prix Regia Televisiva catégorie Programma dell'anno pour L'eredità
- 2010 - Prix Regia Televisiva catégorie Top 10 pour Mezzogiorno in famiglia